# A Aira Vella (Allariz)
Aira Vella o A Aira Vella es un lugar situado en la parroquia de Santo Estevo de Allariz, del concello de Allariz, en la provincia de Orense, Galicia, España.